# Flers (Orne)
Flers és un municipi francès situat al departament de l'Orne i a la regió de Normandia. L'any 2007 tenia 15.808 habitants.

## Demografia

### Població
El 2007 la població de fet de Flers era de 15.808 persones. Hi havia 7.290 famílies de les quals 3.284 eren unipersonals (1.328 homes vivint sols i 1.956 dones vivint soles), 1.815 parelles sense fills, 1.524 parelles amb fills i 667 famílies monoparentals amb fills.
La població ha evolucionat segons el següent gràfic:
Habitants censats

### Habitatges
El 2007 hi havia 8.486 habitatges, 7.407 eren l'habitatge principal de la família, 137 eren segones residències i 942 estaven desocupats. 3.944 eren cases i 4.493 eren apartaments. Dels 7.407 habitatges principals, 3.167 estaven ocupats pels seus propietaris, 4.141 estaven llogats i ocupats pels llogaters i 99 estaven cedits a títol gratuït; 405 tenien una cambra, 1.205 en tenien dues, 1.980 en tenien tres, 2.018 en tenien quatre i 1.799 en tenien cinc o més. 3.675 habitatges disposaven pel capbaix d'una plaça de pàrquing. A 3.960 habitatges hi havia un automòbil i a 1.666 n'hi havia dos o més.

### Piràmide de població
La piràmide de població per edats i sexe el 2009 era:
| Homes | Edats   | Dones |
| ----- | ------- | ----- |
| 4     | 95 o +  | 26    |
| 35    | 90 a 94 | 77    |
| 66    | 85 a 89 | 273   |
| 92    | 80 a 84 | 248   |
| 234   | 75 a 79 | 498   |
| 284   | 70 a 74 | 478   |
| 378   | 65 a 69 | 424   |
| 394   | 60 a 64 | 510   |
| 387   | 55 a 59 | 349   |
| 519   | 50 a 54 | 557   |
| 503   | 45 a 49 | 542   |
| 523   | 40 a 44 | 616   |
| 469   | 35 a 39 | 509   |
| 609   | 30 a 34 | 595   |
| 705   | 25 a 29 | 668   |
| 594   | 20 a 24 | 543   |
| 624   | 15 a 19 | 625   |
| 494   | 10 a 14 | 564   |
| 450   | 5 a 9   | 455   |
| 450   | 0 a 4   | 463   |

## Economia
El 2007 la població en edat de treballar era de 9.671 persones, 6.599 eren actives i 3.072 eren inactives. De les 6.599 persones actives 5.506 estaven ocupades (2.952 homes i 2.554 dones) i 1.092 estaven aturades (596 homes i 496 dones). De les 3.072 persones inactives 970 estaven jubilades, 918 estaven estudiant i 1.184 estaven classificades com a «altres inactius».

### Ingressos
El 2009 a Flers hi havia 7.089 unitats fiscals que integraven 15.192 persones, la mediana anual d'ingressos fiscals per persona era de 14.844 €.

### Activitats econòmiques
Dels 923 establiments que hi havia el 2007, 9 eren d'empreses extractives, 33 d'empreses alimentàries, 1 d'una empresa de coc i refinatge, 2 d'empreses de fabricació de material elèctric, 4 d'empreses de fabricació d'elements pel transport, 40 d'empreses de fabricació d'altres productes industrials, 71 d'empreses de construcció, 271 d'empreses de comerç i reparació d'automòbils, 18 d'empreses de transport, 76 d'empreses d'hostatgeria i restauració, 9 d'empreses d'informació i comunicació, 57 d'empreses financeres, 30 d'empreses immobiliàries, 103 d'empreses de serveis, 126 d'entitats de l'administració pública i 73 d'empreses classificades com a «altres activitats de serveis».
Dels 212 establiments de servei als particulars que hi havia el 2009, 2 eren oficines d'administració d'Hisenda pública, 2 oficines del servei públic d'ocupació, 1 gendarmeria, 2 oficines de correu, 17 oficines bancàries, 4 funeràries, 11 tallers de reparació d'automòbils i de material agrícola, 3 tallers d'inspecció tècnica de vehicles, 1 establiment de lloguer de cotxes, 7 autoescoles, 12 paletes, 7 guixaires pintors, 7 fusteries, 8 lampisteries, 9 electricistes, 1 empresa de construcció, 27 perruqueries, 3 veterinaris, 11 agències de treball temporal, 53 restaurants, 10 agències immobiliàries, 6 tintoreries i 8 salons de bellesa.
Dels 162 establiments comercials que hi havia el 2009, 2 eren hipermercats, 4 supermercats, 2 grans superfícies de material de bricolatge, 4 botigues de més de 120 m², 4 botiges de menys de 120 m², 19 fleques, 15 carnisseries, 1 una botiga de congelats, 7 llibreries, 48 botigues de roba, 6 botigues d'equipament de la llar, 8 sabateries, 5 botigues d'electrodomèstics, 6 botigues de mobles, 6 botigues de material esportiu, 1 una botiga de material esportiu, 3 drogueries, 6 perfumeries, 6 joieries i 9 floristeries.
L'any 2000 a Flers hi havia 33 explotacions agrícoles que ocupaven un total de 1.088 hectàrees.

## Equipaments sanitaris i escolars
El 2009 hi havia 2 hospitals de tractaments de curta durada, 1 hospital de tractaments de mitja durada (seguiment i rehabilitació), 4 psiquiàtrics, 1 centre d'urgències, 1 maternitat, 2 centres de salut, 10 farmàcies i 6 ambulàncies.
El 2009 hi havia 2 escoles maternals i 7 escoles elementals. A Flers hi havia 3 col·legis d'educació secundària i 2 liceus d'ensenyament general. Als col·legis d'educació secundària hi havia 1.562 alumnes i als liceus d'ensenyament general 1.436.
Flers disposava de 2 centres de formació no universitària superior de formació sanitària.

## Poblacions més properes
El següent diagrama mostra les poblacions més properes.